# 대한민국 민법 제18조
대한민국 민법 제18조는 주소에 대한 민법총칙 제2장 인 제2절 주소의 조문이다.

## 조문
제18조(주소) ① 생활의 근거되는 곳을 주소로 한다.

② 주소는 동시에 두 곳 이상 있을 수 있다.

第18條(住所) ① 生活의 根據되는 곳을 住所로 한다.
②住所는 同時에 두 곳 以上 있을 수 있다.

## 비교 조문
일본민법 제22조 (주소) 각인(各人)의 생활의 본거지를 그 자의 주소로 한다.

## 참조 조문
민법 제36조 (법인의 주소) 법인의 주소는 그 주된 사무소의 소재지에 있는 것으로 한다.

주민등록법 제6조(대상자) ① 시장·군수 또는 구청장은 30일 이상 거주할 목적으로 그 관할 구역에 주소나 거소(이하 "거주지"라 한다)를 가진 다음 각 호의 사람(이하 "주민"이라 한다)을 이 법의 규정에 따라 등록하여야 한다. 다만, 외국인은 예외로 한다.
1. 거주자: 거주지가 분명한 사람(제3호의 재외국민은 제외한다)
2. 거주불명자: 제20조제6항에 따라 거주불명으로 등록된 사람
3. 재외국민: 「재외동포의 출입국과 법적 지위에 관한 법률」 제2조제1호에 따른 국민으로서 「해외이주법」 제12조에 따른 영주귀국의 신고를 하지 아니한 사람 중 다음 각 목의 어느 하나의 경우
가. 주민등록이 말소되었던 사람이 귀국 후 재등록 신고를 하는 경우
나. 주민등록이 없었던 사람이 귀국 후 최초로 주민등록 신고를 하는 경우
②제1항의 등록에서 영내(營內)에 기거하는 군인은 그가 속한 세대의 거주지에서 본인이나 세대주의 신고에 따라 등록하여야 한다.
③ 삭제
[시행일 : 2015.1.22.] 제6조

## 해설
민법은 주소를 정함에 있어 실질주의, 객관주의, 복수주의(複數主義)를 취하여 실질상 생활사실에 의하여 주소를 정하고, 객관적 정주의 시실외에 주관적으로 정주의 의사를 필요로 하고, 사회생활의 복잡성을 반영하여 복수의 주소를 인정한다.
민법에서 주소는 부자자 및 실종의 기준(대한민국 민법 제22조, 대한민국 민법 제27조), 채무이행의 장소를 정하는 기준(대한민국 민법 제467조), 부부동거의 장소를 정하는 기준(대한민국 민법 제826조), 상속개시의 장소의 기준(대한민국 민법 제998조)가 된다. 또한 민사소송법상 재판관할의 결정(대한민국 민사소송법 제3조), 어음행위의 장소(대한민국 어음법 제2조)가 되기도 한다.
유사한 개념으로 30일 이상 거주할 목적으로 일정한 장소에 주소 또는 거소를 가진 자가 주민등록법의 규정에 의하여 등록한 장소인 주민등록지가 있는데 이는 주소가 아니며 주소로 추정할 근거가 될 뿐이다.

## 판례
- 주소는 생활의 근거가 되는 곳으로 국내에서 생계를 같이하는 가족 및 국내에 소재하는 자산의 유무 등 생활관계의 객관적 사실에 따라 판정할 것이며, 거소는 주소지 이외의 장소에 상당기간에 걸쳐 거주하여도 주소와 같이 밀접한 일반적 생활관계가 발생하지 아니하는 장소라 할 것이므로 가족은 해외이주하였어도 본인은 계속 국내에 있다가 일시 출국하여 귀국한 거주자라면 소득세법상 거주자에 속한다 할 것이지 소득세법 제8조 제3항 소정의 거주자가 주소 또는 거소의 국외이전으로 비거주자가 되는 경우에 해당하지 않는다 할 것이다.[2]

## 참고 문헌
- 오현수, 일본민법, 진원사, 2014. ISBN 9788963463452
- 오세경, 대법전, 법전출판사, 2014 ISBN 9788926210277
- 이준현, LOGOS 민법 조문판례집, 미래가치, 2015. ISBN 9791155020869

## 같이 보기
- 주민등록
- 주소
- 상거소
- 주민등록
- 가주소
- 현재지
- 대한민국 민법 제19조 거소
- 대한민국 민법 제20조 거소
- 대한민국 민법 제21조 가주소
- 대한민국 민법 제22조 부재 및 실종의 표준
- 대한민국 민법 제27조 부재 및 실종의 표준
- 대한민국 민법 제36조 법인의 주소
- 대한민국 민법 제467조 변제의 장소
- 대한민국 민법 제998조 상속개시의 장소